# Ghiandole di Bowman

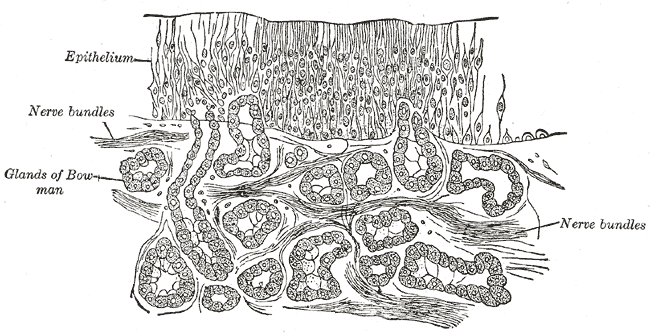
Sezione della mucosa olfattiva con le ghiandole di Bowman

Le ghiandole di Bowman sono ghiandole tubulo-alveolari presenti nella lamina propria della mucosa olfattiva.
Queste ghiandole, attraverso brevi dotti, secernono un muco sieroso che ha lo scopo di proteggere e mantenere umida la superficie della mucosa olfattiva.
Il secreto della ghiandole di Bowman dovrebbe contenere proteine come lisozima, IgA, IgM, lattoferrina, amilasi, anche se non è ancora chiara l'esatta composizione.
Esso costituirebbe anche un solvente per le sostanze odorose grazie ad una proteina altamente affine alle sostanze odorose, OBP (odorant binding protein), che legandosi ad esse le trasporterebbe ai recettori delle cellule olfattive. 

## Storia
Nel 1843 sir William Bowman (1816-1892), insieme a Richard B. Todd (1809-1860), descrisse delle ghiandole pigmentate  che, pochi anni più tardi, Kölliker (1817-1905) chiamò ghiandole di Bowman. 